# Cross House (Linlithgow)

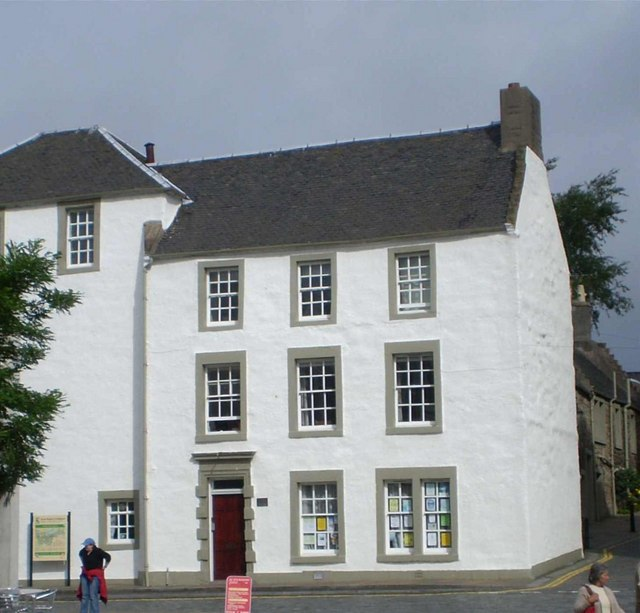
Cross House

Cross House ist ein Wohngebäude in der schottischen Stadt Linlithgow in der Council Area West Lothian. 1971 wurde das Bauwerk in die schottischen Denkmallisten in der höchsten Denkmalkategorie A aufgenommen.

## Geschichte
Als Erbauer von Cross House gilt Andrew Craufurd of Lochcote, der es um das Jahr 1700 errichten ließ. Robert Garner, Beauftragter der königlichen Armee, ließ das Gebäude gegen Mitte des 18. Jahrhunderts erweitern. Zu den späteren Bewohnern zählte James Glen, der ehemalige Gouverneur der Provinz South Carolina und spätere Beschließer des nahegelegenen Linlithgow Palace. Im Jahre 1966 wurden die Fassaden mit Harl verputzt und die Frontseite um ein Fenster ergänzt. Zuletzt wurden 1991 die Räumlichkeiten im Obergeschoss umgestaltet.

## Beschreibung
Das Gebäude steht an dem Platz The Cross abseits der Main Street (A803) und unweit des Linlithgow Palace mit der St Michael’s Church im Zentrum Linlithgows. Der harlverputzte Bruchsteinbau weist einen L-förmigen Grundriss auf. Die Öffnungen des dreistöckigen Gebäudes sind mit Faschen aus rotem Sandstein abgesetzt. Die südexponierte Frontseite ist beinahe symmetrisch aufgebaut und drei Achsen weit. Links befindet sich die Eingangstüre mit Gesimse, rechts ein Zwillingsfenster. Die Giebelseite im Osten ist ohne Öffnungen oder Zierrat gestaltet und schließt mit einem Staffelgiebel mit giebelständigem Kamin ab. Ein wenig zurückversetzt befindet sich dahinter ein Flügel mit den üblichen zwölfteiligen Sprossenfenstern. An der Westseite tritt eine halbrunde Auslucht mit Kegeldach hervor. Alle Dächer sind mit grauem Schiefer eingedeckt.